# Houston Cougars football
La squadra di football degli Houston Cougars rappresenta l'Università di Houston. I Cougars competono nella Football Bowl Subdivision (FBS) della National Collegiate Athletics Association (NCAA) e nella Big 12 Conference. La squadra è allenata da Willie Fritz. Gioca le sue gare interne al TDECU Stadium di Houston, Texas e le sue rivalità principali sono con i Rice Owls, i Texas Tech Red Raiders e i Tulsa Golden Hurricane. Nel corso della loro storia, i Cougars hanno vinto undici titoli di conference e hanno avuto diversi giocatori introdotti nella College Football Hall of Fame, incluso un vincitore dell’Heisman Trophy.

## Vincitori dell’Heisman Trophy
| Anno | Nome       | Ruolo |
| ---- | ---------- | ----- |
| 1989 | Andre Ware | QB    |

## Membri della College Football Hall of Fame
I seguenti giocatori e allenatori di Houston sono stati introdotti nella College Football Hall of Fame. 
| Anno | Nome           | Ruolo      | Anni a Houston | Note  |
| ---- | -------------- | ---------- | -------------- | ----- |
| 2001 | Bill Yeoman    | Allenatore | 1962–1986      | [ 1 ] |
| 2004 | Andre Ware     | QB         | 1987–1989      | [ 2 ] |
| 2007 | Wilson Whitley | DT         | 1972–1976      | [ 3 ] |
| 2020 | Elmo Wright    | WR         | 1968–1970      | [ 4 ] |

## Numeri ritirati
| N. | Giocatore      | Ruolo | Anni a Houston |
| -- | -------------- | ----- | -------------- |
| 7  | David Klingler | QB    | 1988–1991      |
| 7  | Case Keenum    | QB    | 2006–2011      |
| 11 | Andre Ware     | QB    | 1987–1989      |
| 78 | Wilson Whitley | DT    | 1972–1976      |